# 杉崎観光バス

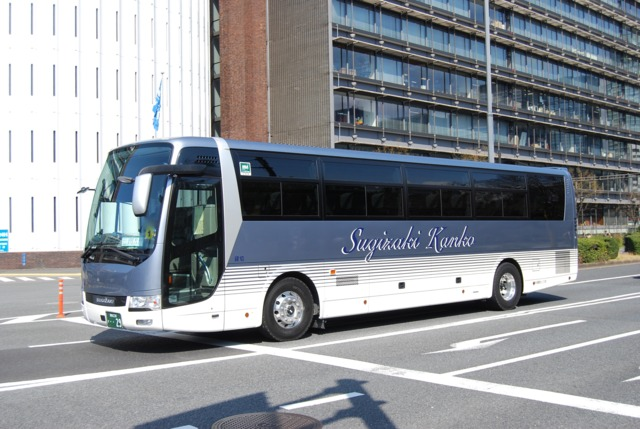
貸切車（新塗色）
三菱ふそう・エアロエース

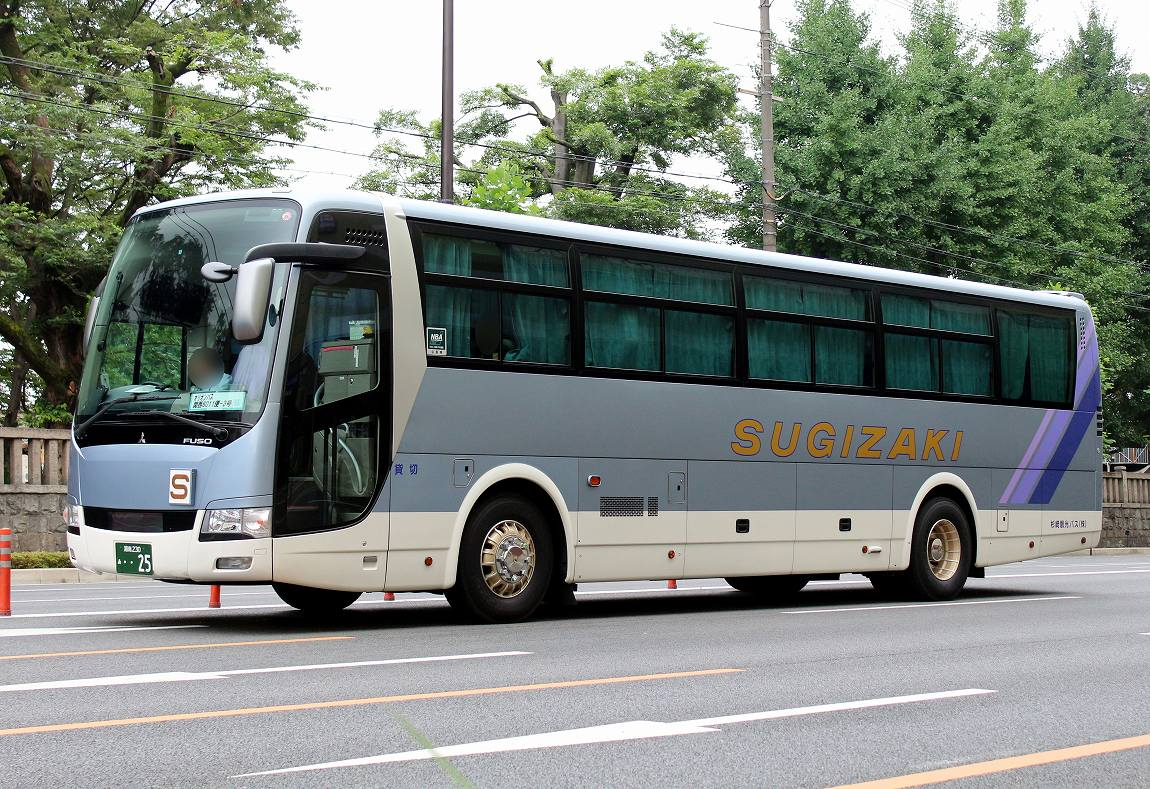
貸切車（旧塗色）
三菱ふそう・エアロエース

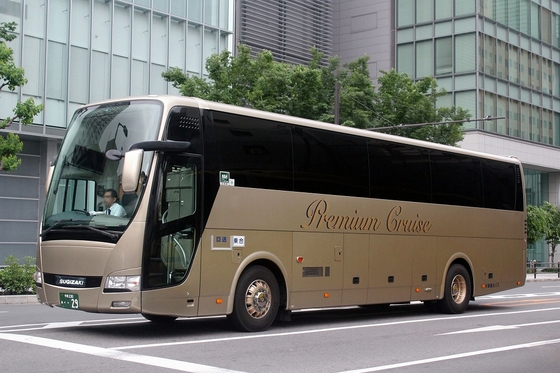
トイレ付き貸切車
「PREMIUM CRUISE」
三菱ふそう・エアロクィーン

杉崎観光バス（すぎざきかんこうバス）は、神奈川県小田原市に本社を置く杉崎運輸株式会社（すぎさきうんゆ）の貸切バスのブランド名。かつては杉崎観光バス株式会社として事業を展開していたが、2023年9月1日付で「杉崎運輸株式会社」を存続会社として合併したことで、「杉崎運輸バス事業部」として事業を継承した。また、杉崎高速バスのブランド名（Sugisaki Highway Bus、略称「SHB」）で高速路線バス事業も行っている。そのほか特定バス事業も行う。

## 概要
運送業の「杉崎運輸株式会社」を母体として設立。バス会社としての発足は1986年であるが、実際にはそれ以前から貸切バス事業を始めており、知名度はさほど高くないものの堅実な営業を行っていた。
バス事業が規制緩和された2000年代に入ると、都市間高速ツアーバスを主力とし、主にオリオンツアー主催の都市間ツアーバスの運行受託を行い専用車も保有していたが、高速ツアーバスの末期頃には、系列の旅行代理店「SUGIZAKIトラベルサポート」主催で自社ツアーバスも運行した。新高速乗合バス制度への移行後は、当初はオリオンバス専用車を転用して桜交通が運行する高速乗合バスの受託運行を行っていた。
2014年7月31日からは「杉崎高速バス」の名称で自社ブランドの高速乗合バスを運行開始し、現「SUGIZAKIトラベルサポート」が予約業務を行っている。

## 沿革
- 1986年6月13日：杉崎観光バス株式会社設立。
- 2013年7月15日：千葉営業所閉鎖により、千葉県から撤退。
- 2014年
  - 2月8日：小田原営業所を移転。
  - 7月31日：高速乗合バス事業に参入、「横浜 - 名古屋線」「横浜 - 大阪線」運行開始。
  - 9月4日：高速乗合バス「横浜 - 鳥取線」運行開始。当初は上記2路線と同時開業を予定[9]していた。
- 2023年9月1日：杉崎運輸株式会社を存続会社とし、杉崎観光バス株式会社を吸収合併[2][5][6]。
- 2014年7月31日：杉崎高速バスの名称で自社高速乗合バスを運行開始。
- 2015年1月：杉崎高速バスが東京地区へ乗り入れ開始。

## 営業所

### 杉崎運輸のバス営業所
- 本社: 神奈川県小田原市桑原570番地[2]
  - バス事業部 運輸課：神奈川県小田原市桑原570番地
  - バス事業部 貸切バス営業：神奈川県小田原市桑原570番地
  - バス事業部 小田原営業所：神奈川県小田原市桑原570番地
- バス事業部 東京営業所：東京都町田市小野路町1679-1番地

### 杉崎観光バス時代の本社・営業所
2023年8月時点。
- 本社: 神奈川県小田原市堀之内24番地[5]
- 小田原営業所：神奈川県小田原市桑原570番地
- 東京営業所：東京都町田市小野路町1679-1番地
- 大阪営業所：大阪府泉南市信達市場1709-1

閉鎖された営業所
- 千葉営業所：千葉県市川市幸1丁目2-15（2013年閉鎖）
- 御殿場営業所：静岡県御殿場市川島田1664-1（閉鎖時期不明）

## 高速乗合バス「杉崎高速バス」

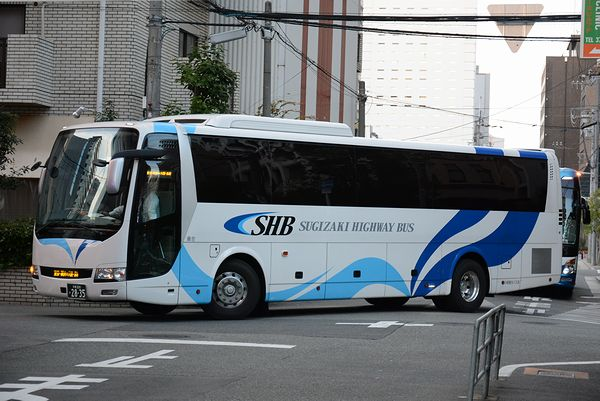
高速車専用塗装
「杉崎高速バス (SHB) 」
三菱ふそう・エアロエース

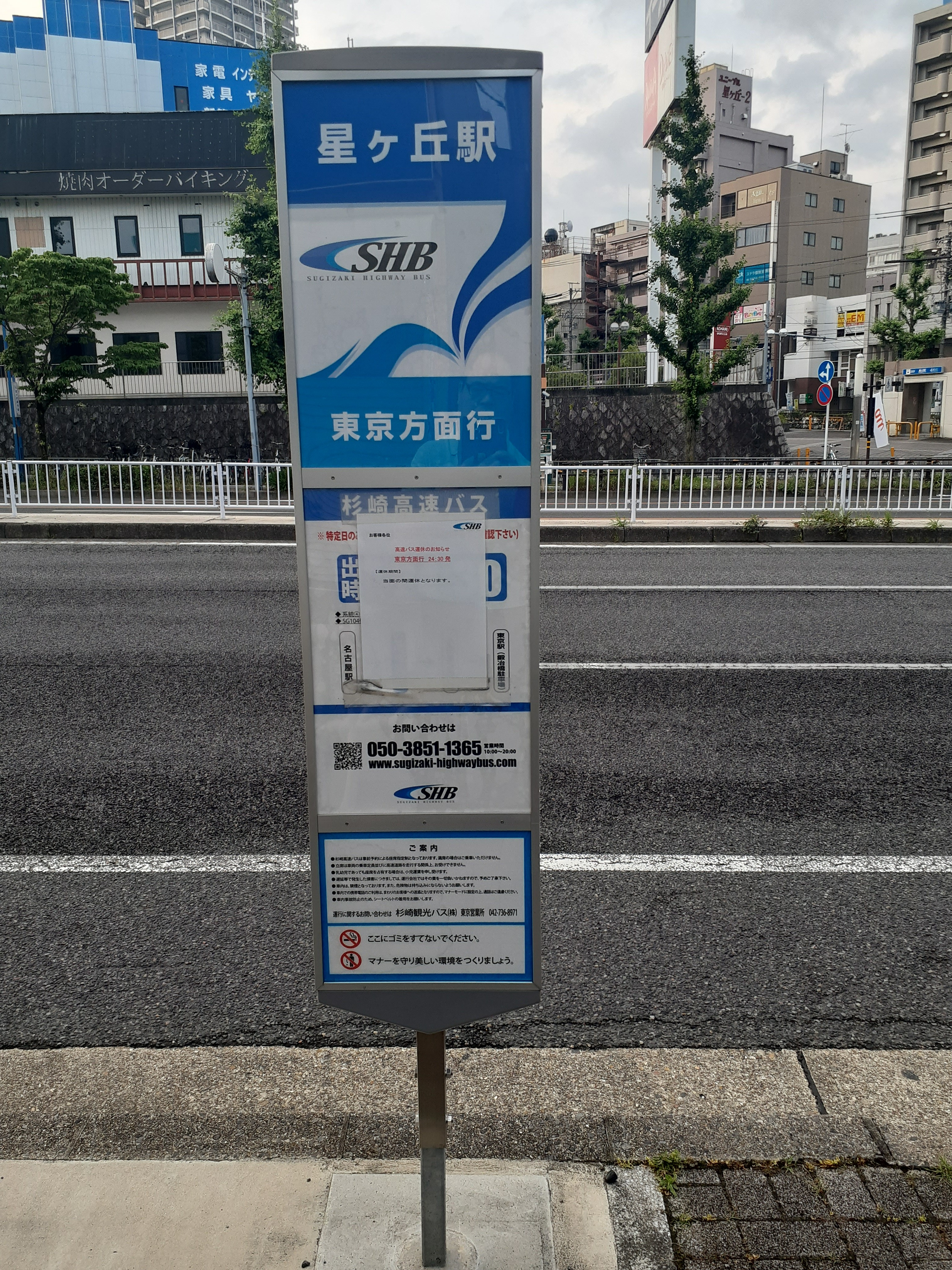
杉崎高速バス「星ヶ丘駅」停留所
（愛知県名古屋市千種区）

2014年7月から夜行高速バスの運行を開始。2015年1月には東京地区への乗り入れを開始。
- 東京駅鍛冶橋駐車場・YCAT⇔ アクトシティ浜松・名古屋駅前
- 東京駅鍛冶橋駐車場 ⇔ 名古屋駅前・星ヶ丘駅
- 東京駅鍛冶橋駐車場・町田ターミナルプラザ・東名秦野 ⇔ 名古屋駅前・金山
- 東京駅鍛冶橋駐車場・YCAT ⇔ 大阪梅田・神戸三宮
- 大宮駅西口・東京駅鍛冶橋駐車場・小田原駅西口⇔京都駅八条口・大阪梅田・りんくうタウン
- 東京駅鍛冶橋駐車場／池袋サンシャインシティバスターミナル[注釈 1]・YCAT・BUSTLE海老名・東名秦野 ⇔ 大阪梅田 ⇔ 鳥取駅南口[10]
- 東京駅鍛冶橋駐車場／池袋サンシャインシティバスターミナル[注釈 1]・YCAT・東名秦野 ⇔ 大阪梅田・岡山駅西口
- YCAT・東京駅鍛冶橋駐車場・大宮駅西口⇔富山駅北口・金沢駅西口・福井駅東口
- 大宮駅西口・東京駅鍛冶橋駐車場・町田ターミナルプラザ・東名秦野 ⇔ 南草津駅東口・京都駅八条口・大阪梅田・りんくうタウン

## 車両
車両は新車と中古車を並行導入している。三菱ふそう製が大半を占めるが、日産ディーゼル製、ヒュンダイ製車両も少数在籍する。マイクロバスは、トヨタ・コースター、三菱ふそう・ローザを保有する。
1990年代頃には、中央観光バスからハイグレード車を中古導入するなど、豪華貸切車をラインアップしていた。また看板車として、日本に10台しか輸入されていないネオプラン・スターライナー日本仕様車が1台在籍していたが、これは杉崎観光バスでは初となる輸入車であった（現在は親会社の杉崎運輸が保有する）。
ツアーバス参入後は「オリオンツアー」専用車として、大宇バス製の大型貸切高速車BX212を導入し、さらに日本で初めてヒュンダイ・ユニバースを導入した。
また過去には、三菱ふそう・エアロキングも保有していた。
高速車としては、ツアーバスから転用した車両、新規導入の3列または4列シートで電源コンセント装備のハイデッカー車、当初ハイグレード貸切車として導入した4列シートでトイレ付のスーパーハイデッカー車を使用する。

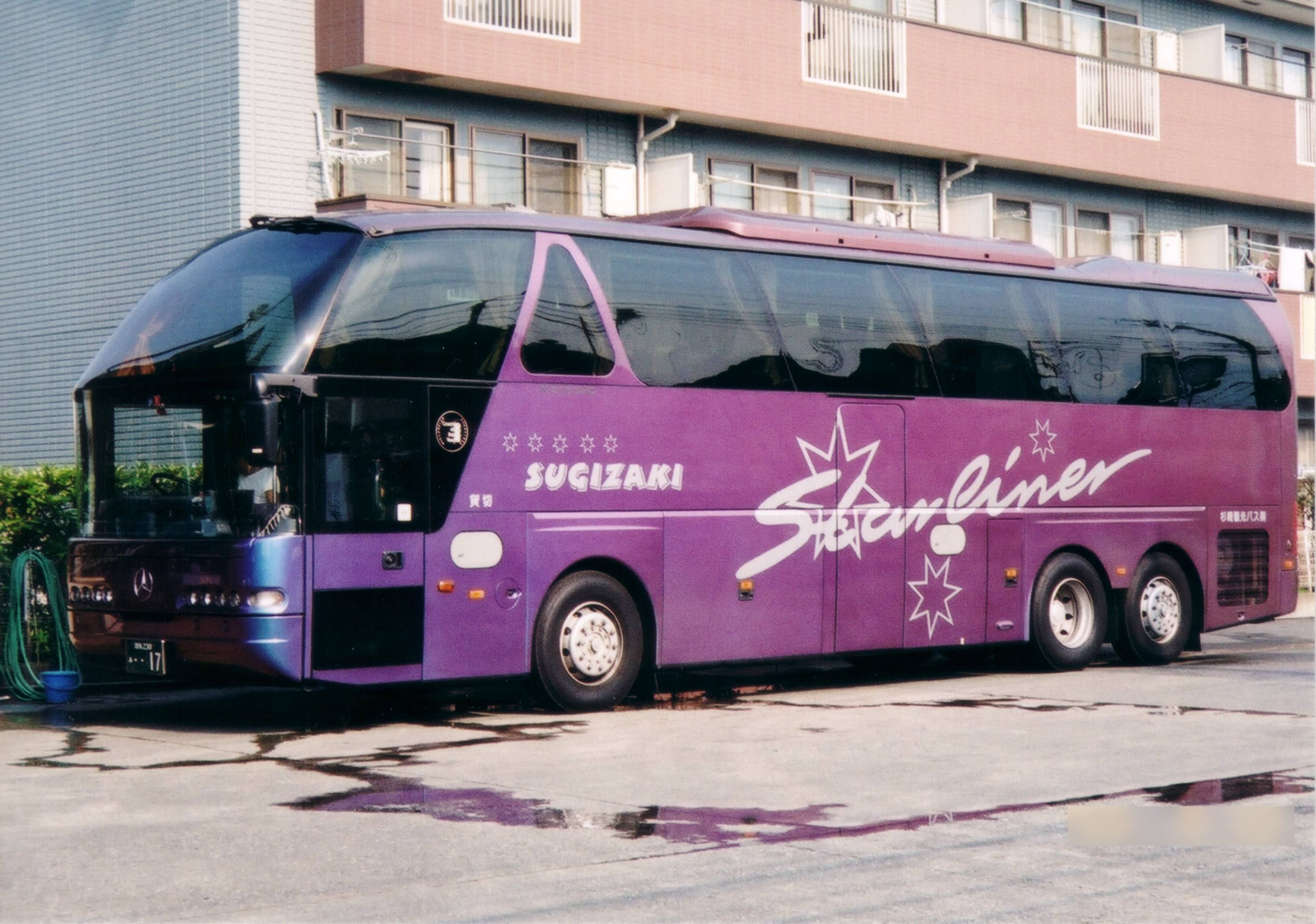
過去の車両 看板車のネオプラン・スターライナー（N516号車）
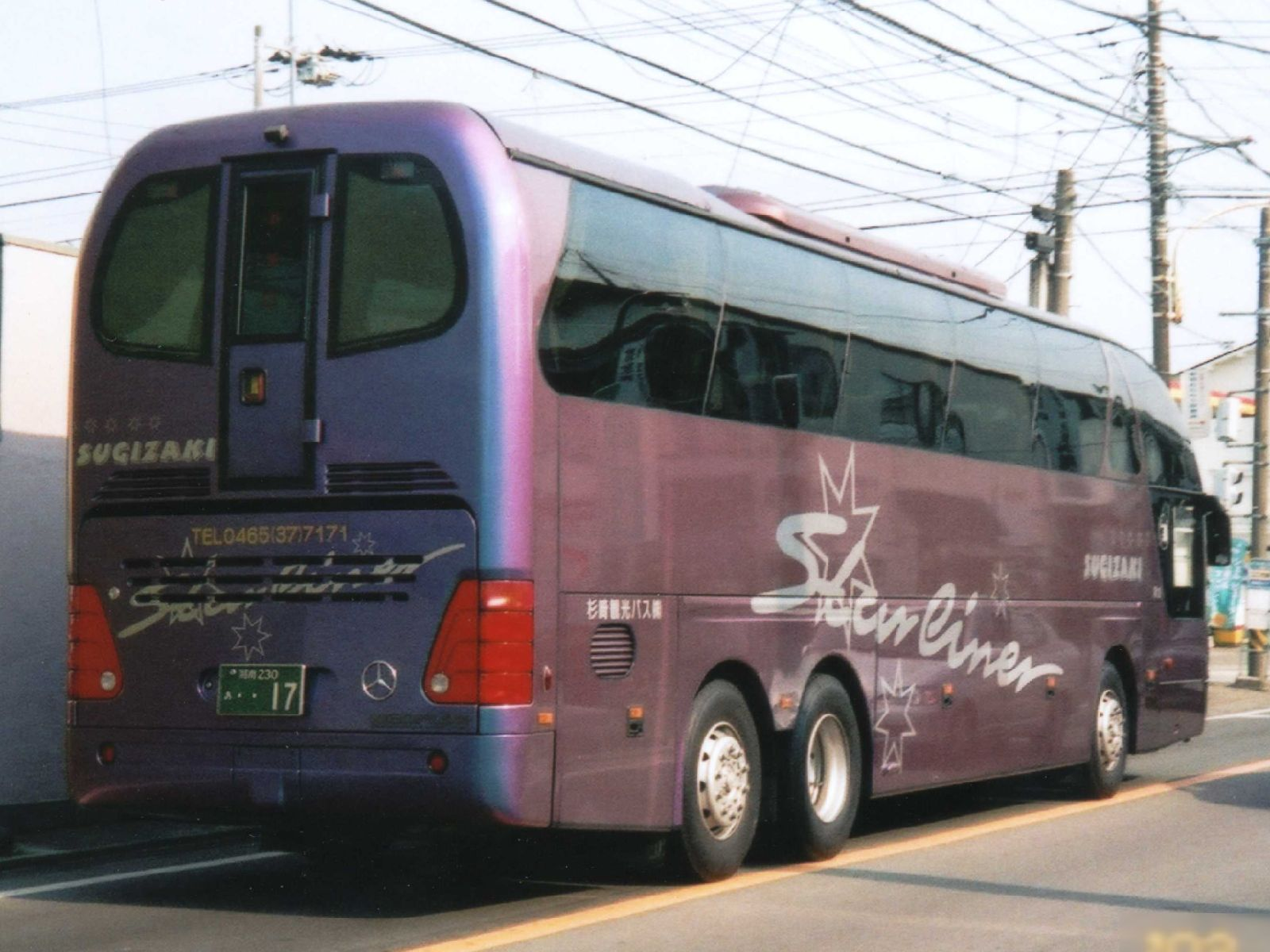
ネオプラン・スターライナー（N516号車）のリアスタイル
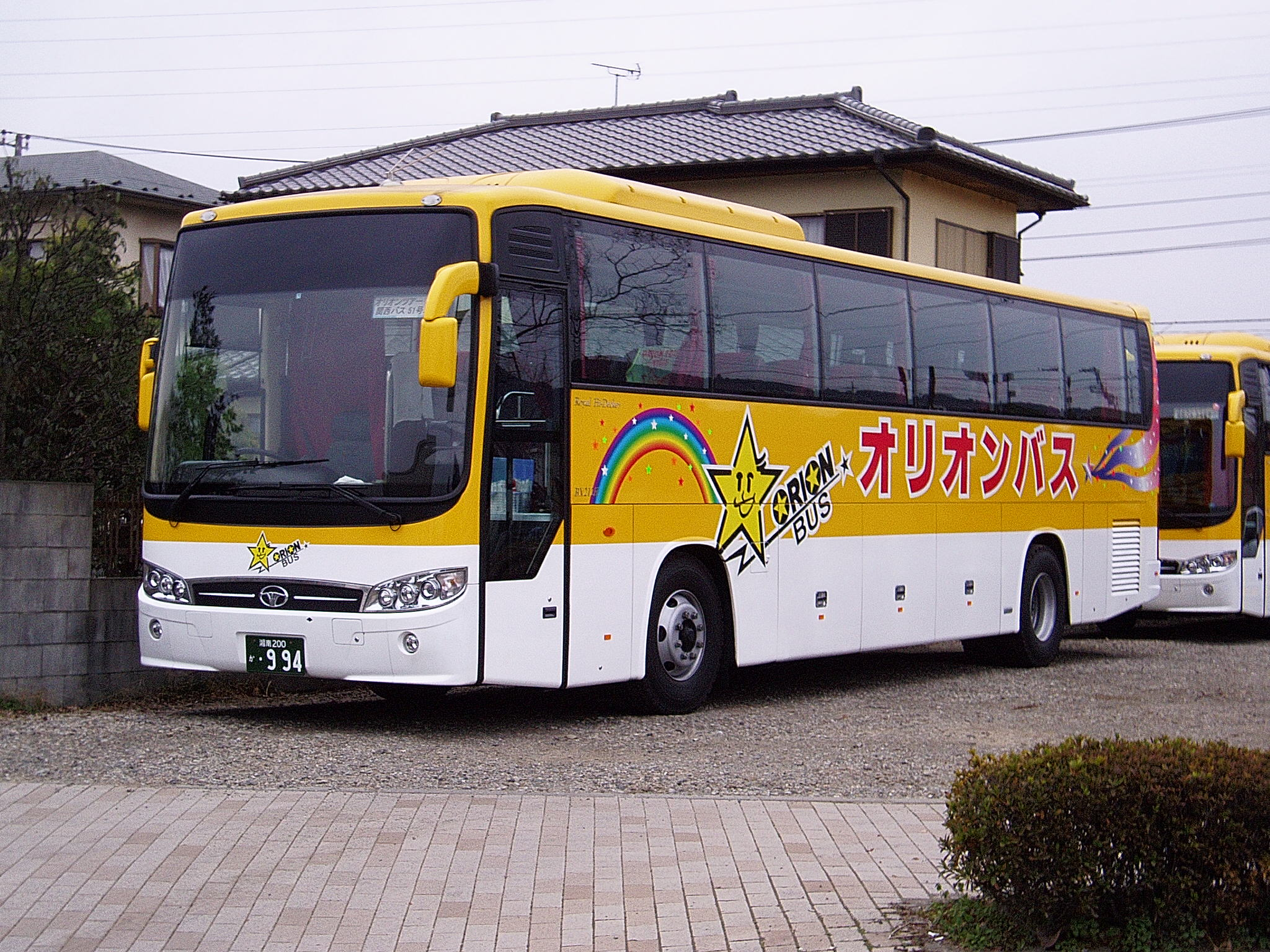
過去の車両 ツアーバス「オリオンツアー」の大宇バス・BX212
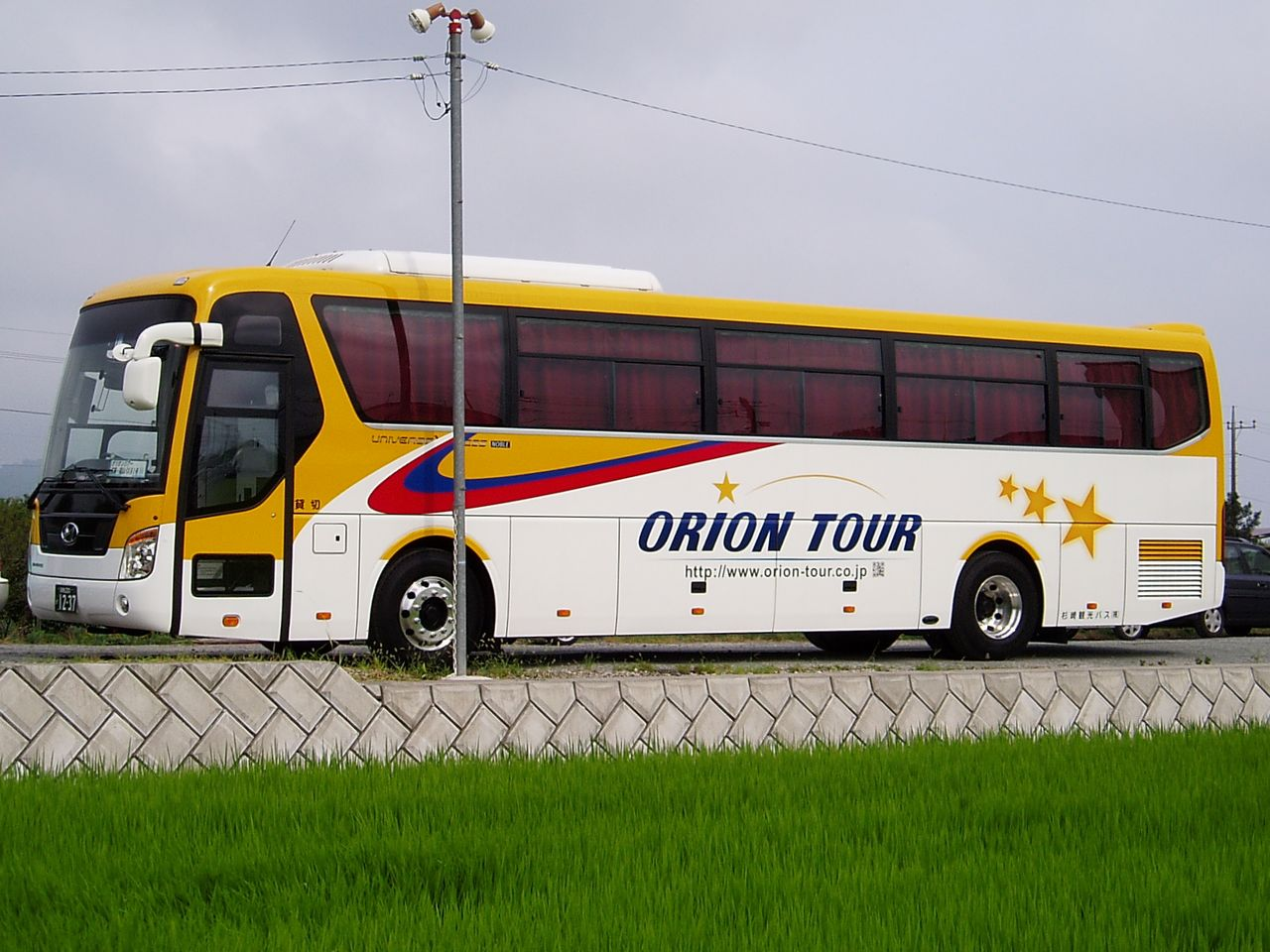
過去の車両 ツアーバス「オリオンツアー」用のヒュンダイ・ユニバース
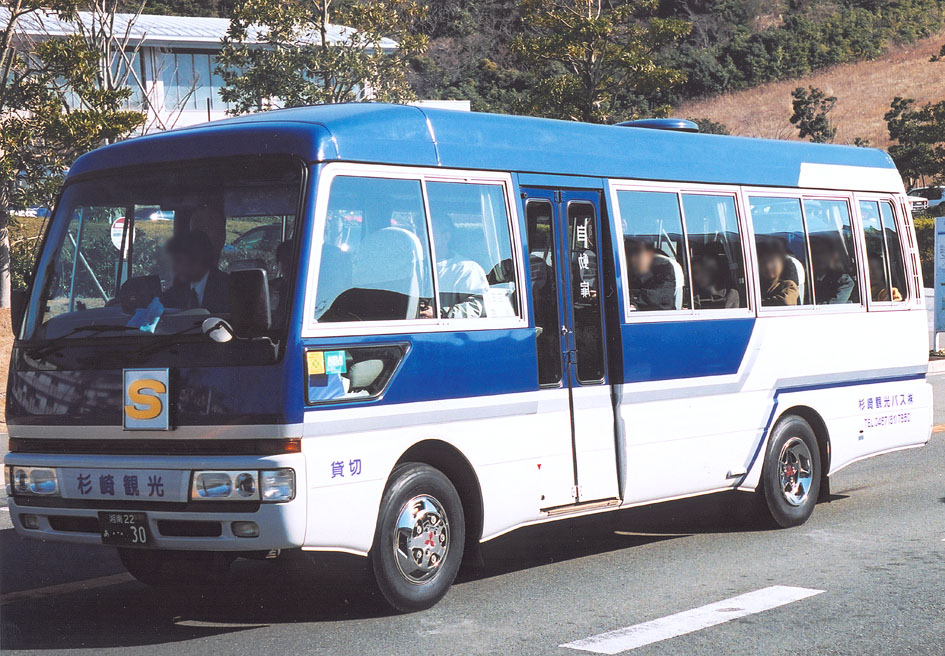
過去の車両 マイクロバスの三菱ふそう・ローザ